# بهروز افخمی
بهروز افخمی (زادهٔ ۳ آبان ۱۳۳۵) فیلم‌ساز ایرانی است. او از ۱۳۷۹ تا ۱۳۸۳ نماینده تهران در ششمین دوره از مجلس شورای اسلامی بوده است. وی همچنین در رأی‌گیری مجلهٔ نقد سینما از ۵۵ فیلم‌شناس ایرانی در سال ۱۳۸۱، یکی از ده «فیلم‌ساز برتر تاریخ سینمای ایران» شناخته شد. او برای فیلم صبح اعدام (۱۴۰۲) برندهٔ سیمرغ بلورین بهترین کارگردان و برای فیلم آذر، شهدخت، پرویز و دیگران (۱۳۹۲) برندهٔ سیمرغ بلورین بهترین فیلم و بهترین فیلمنامه جشنواره فیلم فجر شد.

## زندگی
بهروز افخمی در ۴ آبان ۱۳۳۵ در تهران زاده شد. او فارغ‌التحصیل رشتهٔ تدوین از مدرسه عالی تلویزیون و سینما است. او در دهه ۱۳۶۰ وارد فعالیت تلویزیونی شد و در فیلم زیر بارانِ سیف‌الله داد به‌عنوان تدوین‌گر فعالیت کرد.
از دیگر فعالیت‌های افخمی می‌توان به تدریس سینما، عضویت در شورای هنرستان روایت فتح، و نمایندگی در مجلس ششم شورای اسلامی اشاره کرد.
وی پس از ساخت سن پطرزبورگ (۱۳۸۸) برای مدتی در کانادا زندگی کرد. افخمی با طراح گریم، ناهید طلوع ازدواج کرده بود که به جدایی ختم شد. همسر افخمی، مرجان شیرمحمدی (نویسنده و بازیگر) است. فرزند این دو آهیل افخمی نام دارد که زاده کانادا است.
در شهریور ۱۳۹۴ اعلام شد که افخمی اجرا و سردبیری سری جدید برنامه هفت را بر عهده خواهد داشت.

## دیدگاه‌ها

### سینما
بهروز افخمی پیش از اعلام برندگان جشنواره فیلم کن و اهدای جایزه کن به اصغر فرهادی و شهاب حسینی در گفتگو با روزنامه وطن امروز گفت:
«کن، جشنواره دگرباش‌ها است. در واقع شما می‌توانید مطمئن باشید اگر فیلمی دربارهٔ همجنس‌بازی بسازید، بالاخره در یکی از این جشنواره‌های اروپایی جایزه می‌گیرد؛ چرا که پروتکل‌های جشنواره‌ای دربارهٔ این موضوع تصریح دارند.»
وی که پس از اظهارات قابل تأملش با نقدهای جدی همراه شده بود، در ابتدای برنامه هفت به همه منتقدانش پاسخ داد. او در عین حال که ابراز امیدواری کرد فیلم فروشنده اصغر فرهادی در کن موفق باشد، عنوان کرد: جشنواره کن امروز جایزه را بر اساس ارزش‌های سینمایی تعیین نمی‌کند. جشنواره زمانی ارزش پیدا می‌کند که به فیلم‌های خوب بر اساس ارزش‌های سینمایی جایزه دهد؛ نه به فیلم‌هایی که مطابق با سیاست‌های خاص خود باشد.
وی همچنین در انتقاد از شیوه انتخاب فیلم‌ها و داورهای سی و پنجمین دوره جشنواره فیلم فجر در سال ۱۳۹۵ در برنامه هفت گفت:
«این ماجرای ترسناکی است که ۵ نفر از داوران تابعیت دوگانه دارند یک نفر تابعیت آمریکا و ۴ نفر کانادا. من خودم در کانادا زندگی کرده‌ام. فکر کنید کسی که می‌خواهد به فیلم ماجرای نیمروز جایزه بدهد در حالی که در آنجا خانه و زندگی دارد طبعاً می‌ترسد، چرا که منافقین از حزب کارگر کمونیستی اراذل ترند.»

### کرونا
او در سریال جدید خود به بازیگران و عوامل کار اجازه رعایت پروتکل‌های بهداشتی را نداد و در مصاحبه‌ای ادعا کرد که همه باید به کرونای خفیف مبتلا شوند تا آنتی‌ژن آن را داشته باشند. او اعلام کرد که تقریباً تمام عوامل سریال جدیدش به کرونای خفیف مبتلا شدند.

### مرتضی آوینی
بهروز افخمی در بخشی از گفتگوی خود با نشریه نقد سینما دربارهٔ سبک مستندسازی مرتضی آوینی صحبت کرد و گفت: «شهید آوینی تحت تأثیر فروغ فرخزاد بود».

### صادق هدایت
وی در یک مصاحبه جنجالی صادق هدایت را یک همجنسگرای منفعل دانست که با موجی از اظهار نظر کاربران در فضای مجازی مواجه شد.

### پرواز شماره ۷۵۲ هواپیمایی بین‌المللی اوکراین
بهروز افخمی در برنامه تلویزیونی نقد سینما در ۲۰ دی ۱۳۹۸ (یک شب پیش از اعلامیه ستاد کل نیروهای مسلح دربارهٔ پذیرش مسئولیت) دربارهٔ سقوط پرواز شماره ۷۵۲ هواپیمایی بین‌المللی اوکراین گفت:
«یکی دیگر از بوئینگ‌های ۷۳۷ سقوط کرد. درست به همان شکلی که سه تای قبلی سقوط کرده بودند و اگر آمریکا نتواند ثابت کند این هواپیما به وسیله موشک زده شده در واقع از این به بعد معلوم است که بوئینگ ۷۳۷ تابوت مرگ است و ورشکستگی اقتصادی و بی‌حیثیتی اقتصادی و نشان دادن اینکه این شرکت حتی نمی‌تواند یک مسافرکش برای مردم دنیا باشد.»
وی همچنین در ادامه ادعا کرد که هواپیمای سقوط‌کرده یکی از هواپیماهای بدنام و پرتصادف بوده و به نظر می‌آید که دست خدا در کار بوده است. این درحالی است که هواپیمای سقوط‌کرده اوکراینی از نوع بوئینگ ۷۳۷–۸۰۰ و سایر هواپیماهای سانحه‌دیده مورد ادعای بهروز افخمی از نوع بوئینگ ۷۳۷ مکس بوده‌اند.

### قتل داریوش مهرجویی
بهروز افخمی که همراه همسرش مرجان شیرمحمدی هم‌زمان با بازسازی صحنه قتل داریوش مهرجویی در محل حادثه حضور داشت در مصاحبه با چند خبرنگار با لبخندی که بر صورت داشت از اشتیاق خود به نوشتن یک داستان با همراهی همسرش دربارهٔ این قتل به سبک هیچکاک سخن گفت. این سخنان با واکنش منفی بسیار گسترده‌ای روبه رو شد. از جمله پرویز پرستویی، هنگامه قاضیانی، جمال رحمتی، هانیه توسلی، یغما گلرویی، حمیدرضا آذرنگ، نزهت بادی، لیلا نقدی پری و هیلا صدیقی به سخنان افخمی واکنش نشان دادند. در مقابل افخمی اظهارنظرها دربارهٔ حضورش در مقابل خانه داریوش مهرجویی و لبخندهایش در موقع پاسخ دادن به سوال‌های خبرنگاران را حرف‌های مفت در فضای مجازی خواند.
افخمی در ۸ آبان ۱۴۰۲ با انتشار یک ویدیو در صفحه اینستاگرام خود گفت: «من فکر می‌کنم که ممکن است قتل داریوش مهرجویی کار سرویس امنیتی اسرائیل باشد و آنها به کریم دستور این کار را دادند.»

## حواشی
بهروز افخمی با استفاده از ارتباطات خود با حکومت جمهوری اسلامی، مجموعه تلویزیونی کوچک جنگلی را از دست ناصر تقوایی و فیلم جهان‌پهلوان تختی را از علی حاتمی تصاحب کرد.

## آثار

### تلویزیون
- رعد و برق (۱۴۰۰)
- عملیات ۱۲۵ (۱۳۸۸–۱۳۹۱)
- یازده دقیقه و سی ثانیه (۱۳۸۶)
- کوچک جنگلی (۱۳۶۶)

### سینما
- صبح اعدام (۱۴۰۲)
- روباه (۱۳۹۳)
- آذر، شهدخت، پرویز و دیگران (۱۳۹۲)
- این خانه من نیست (فراموش خانه) (۱۳۸۹)
- سن پطرزبورگ (۱۳۸۸)
- فرزند صبح (۱۳۸۷–۱۳۸۳)
- گاوخونی (۱۳۸۱)
- شوکران (۱۳۷۷)
- جهان‌پهلوان تختی (۱۳۷۶)
- عقرب (۱۳۷۵)
- روز شیطان (۱۳۷۳)
- روز فرشته (۱۳۷۲)
- عروس (۱۳۶۹)
- تفنگ‌های سحرگاه (۱۳۶۷)

### فیلمنامه‌نویس
- صبح اعدام (۱۴۰۲)
- رعد و برق (مجموعه تلویزیونی) (۱۴۰۰)
- فرزند صبح (۱۳۸۷–۱۳۸۴)
- گاوخونی (۱۳۸۱)
- شوکران (۱۳۷۷)
- جهان پهلوان تختی (۱۳۷۶)
- روز شیطان (۱۳۷۳)
- روز فرشته (۱۳۷۲)
- عروس (۱۳۶۹)
- دست نوشته‌ها (۱۳۶۹)

### تهیه‌کننده
- استاد (۱۴۰۱)
- آذر، شهدخت، پرویز و دیگران (۱۳۹۲)

### مجری
- قبل انقلاب (۱۳۹۹)
- نقد سینما (۱۳۹۷)
- هفت (۱۳۹۴)
- خانه جلال (۱۴۰۱)

### بازیگر
- روز شیطان (۱۳۷۳)
- زیر باران (۱۳۶۳)

### مدیر فیلمبرداری
- زیر باران (۱۳۶۳)

### تدوین
- گاوخونی (۱۳۸۱)
- آب را گل نکنید (۱۳۶۸)
- پنجاه و سه نفر (۱۳۶۸)

## جایزه‌ها
- برنده سیمرغ بلورین بهترین کارگردانی از چهل و دومین دوره جشنواره فیلم فجر برای فیلم صبح اعدام
- برنده سیمرغ بلورین بهترین فیلم از سی و دومین دوره جشنواره فیلم فجر برای فیلم آذر، شهدخت، پرویز و دیگران
- برنده سیمرغ بلورین بهترین فیلمنامه از سی و دومین دوره جشنواره فیلم فجر برای فیلم آذر، شهدخت، پرویز و دیگران
- برنده جایزه هیئت داوران بهترین کارگردانی از بیست و دومین دوره جشنواره فیلم فجر برای فیلم گاوخونی
- برنده تندیس زرین بهترین فیلمنامه از دومین دوره جشن خانه سینما برای فیلم جهان پهلوان تختی
- برنده دیپلم افتخار بهترین کارگردانی از نهمین دوره جشنواره فیلم فجر برای فیلم عروس